# Akkawi
L'akkawi (àrab: جبن عكاوي, jubn ʿakkāwī) és una varietat de formatge fresc en salmorra, originari de Palestina.

## Etimologia
Akkawi, en àrab, és el gentilici de la ciutat d'Acre, d'on es diu que prové aquest formatge.

## Producció i conservació
L'akkawi es fa habitualment amb llet de vaca pasteuritzada, però també pot elaborar-se amb llet d'ovella o de cabra. Aquest formatge es produeix principalment a l'Orient Pròxim, especialment a Palestina, el Líban, Jordània, Síria, Egipte i Xipre. En aquestes regions, se sol servir amb pa de pita o altres pans similars, tant per dinar com per sopar. L'akkawi s'emmotlla manualment en motlles quadrats i es deixa madurar en una salmorra de sèrum salat durant dos dies.

## Textura i gust
Es tracta d'un formatge de color blanc, amb una textura suau i un gust lleugerament salat. És un formatge que es consumeix habitualment com a formatge de taula, sol o acompanyat de fruites.
La textura és comparable a la de la mozzarella, el feta o la mizithra. L'akkawi es pot conservar fins a un any. La seva textura i gust són fruit del cultiu específic de les quallades, que es mantenen cohesionades durant més temps que les dels formatges frescos més suaus, com el formatge sirià, mentre que l'akkawi es transforma en formatge curat.

## Història
El subministrament d'akkawi ha estat sovint problemàtic, al Pròxim Orient. Durant la guerra civil del Líban, molts animals lleters van ser sacrificats, i el país es va veure obligat a importar akkawi de l'Europa de l'Est. A Los Angeles, la comunitat d'immigrants àrabs va elaborar un substitut remullant formatge feta i canviant-li diverses vegades l'aigua per reduir-ne la salinitat.